# Brother Louie (Modern Talking)
Brother Louie is een nummer van het Duitse duo Modern Talking, uitgebracht als eerste single van hun derde studioalbum Ready for Romance uit 1986. Op 27 januari van dat jaar werd het nummer op single uitgebracht.
Het was hun vierde opeenvolgende single die bovenaan de Duitse Musik Markt Top 100 stond, na "You're My Heart, You're My Soul", You Can Win If You Want en Cheri, Cheri Lady.

## Achtergrond
"Brother Louie" werd uitgebracht op 27 januari 1986 en bereikte nummer 1 op 3 maart 1986 in Duitsland. De single stond vier weken aan de top en stond in totaal 17 weken op de Duitse hitlijst. [3] In het Verenigd Koninkrijk piekte het op nummer 4 in de hitlijsten en verdiende een zilveren plaat voor de verkoop van meer dan 250.000 stuks. "Brother Louie" kreeg ook zilver in Frankrijk voor de verkoop van meer dan 250.000 stuks.
Er wordt gedacht dat het nummer werd geschreven door Dieter Bohlen en dat het refereert naar producer Luis Rodríguez, omdat die een naaste medewerker van Bohlen was en aan veel van de Modern Talking-nummers werkte. In werkelijkheid werd het nummer echter in 1973 door Errol Brown en Trevor Wilson geschreven (leden Hot Chocolate) en ook door hen uitgebracht.
In 1998, niet lang na de reünie van het duo, werd een geremixte versie van de single uitgebracht, getiteld "Brother Louie '98". Ook de single, uitgebracht in een nieuwe hoes, was succesvol. Het kreeg goud in Frankrijk voor de verkoop van meer dan 250.000 stuks.

## Muziekvideo
De videoclip van "Brother Louie" werd geregisseerd door Pit Weyrich en bevat beelden van de film Once Upon a Time in America uit 1984, afgewisseld met de bandleden die op een podium spelen omringd door dansende fans.